# 46977 Krakow
46977 Krakow è un asteroide della fascia principale. Scoperto nel 1998, presenta un'orbita caratterizzata da un semiasse maggiore pari a 2,7910147 UA e da un'eccentricità di 0,2181312, inclinata di 8,83765° rispetto all'eclittica.